# Vincenzo Polito
Vincenzo Polito   (Nàpols, 29 d'octubre de 1926 - 27 de febrer de 2004) va ser un waterpolista italià que va competir durant la dècada de 1950.
El 1952 va prendre part en els Jocs Olímpics de Hèlsinki, on va guanyar la medalla de bronze en la competició de waterpolo.